# بزرگنمایی

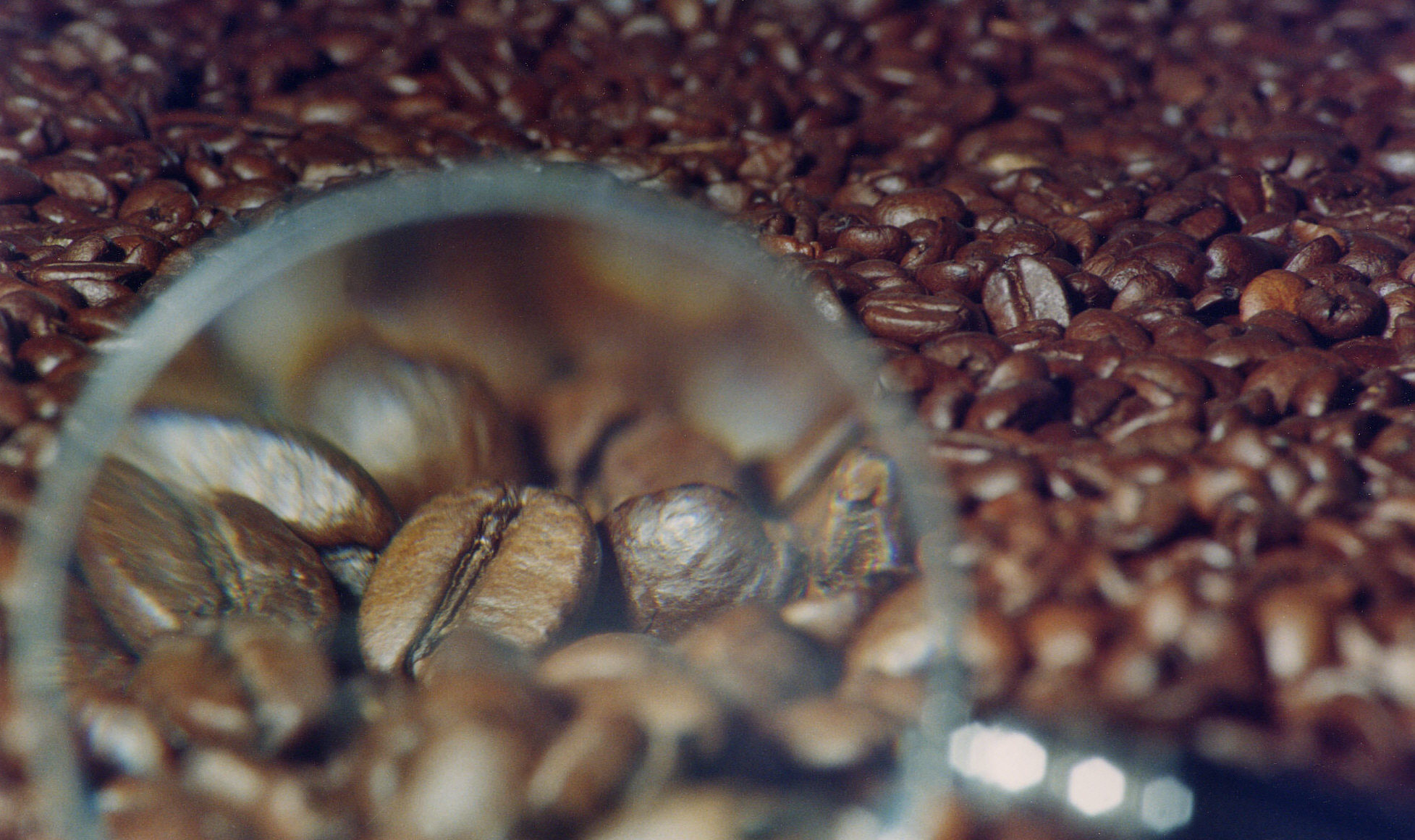
بزرگنمایی دانه های قهوه

بزرگنمایی به صورت یک عدد (بزرگنمایی نوری): به نسبت اندازهٔ تصویر به اندازه شیء بزرگنمایی گفته می‌شود که فاقد بُعد است.
بزرگنمایی خطی یاعرضی: برای تصاویر حقیقی، مانند تصاویری که بر روی پرده تصویر می‌شوند، منظور از اندازه همان بعد خطی است (که به عنوان مثال بر حسب میلی‌متر یا اینچ اندازه‌گیری می‌شود)
-بزرگنمایی زاویه ای- برای یک ابزار اپتیکی به یک چشمی، اندازه خطی تصویر قابل مشاهده در چشمی (تصویر مجازی در فاصلهٔ بی‌نهایت) مشخص نیست، بنابراین منظور از اندازه می‌تواند زاویه ایی بین شیء و نقطه کانونی باشد (اندازهٔ زاویه ایی). به عبارت دقیق‌تر، باید تانژانت زاویه‌ها را وارد کرد (در عمل تفاوت زمانی مشخص می‌شود که زاویه از چند درجه بیشتر باشد) بنابراین بزرگنمایی زاویه ایی به صورت زیر تعریف می‌شود.